# Symplocos yapacanensis
Symplocos yapacanensis là một loài thực vật có hoa trong họ Dung. Loài này được Steyerm. miêu tả khoa học đầu tiên năm 1975.